# Johannes Höpfl
Johannes Höpfl (* 12. August 1995 in Passau) ist ein ehemaliger deutscher Snowboarder. 

## Werdegang
Höpfl, der Hauptgefreiter bei der Bundeswehr ist, gab sein internationales Debüt 2008 im Snowboard-Europacup und bestritt dort erste Rennen in der Halfpipe. Bei den Snowboard-Juniorenweltmeisterschaften 2010 im neuseeländischen Cardrona belegte er in der Halfpipe Rang 42, nachdem er im Slopestyle den 52. Platz erreichte. Am 4. November 2010 gab Höpfl sein Debüt im Snowboard-Weltcup. Dabei erreichte er in Saas-Fee beim Halfpipe-Rennen den 38. Platz. Nach zwei guten Top-20-Platzierungen in Klínovec im Europacup im Februar 2011 erreichte er auch in den beiden Weltcups in Bardonecchia in der Halfpipe und im Slopestyle die Weltcup-Punkteränge.
Bei den Snowboard-Juniorenweltmeisterschaften 2011 in Valmalenco erreichte Höpfl Rang 38 in der Halfpipe und Rang 55 im Slopestyle. Zu Beginn der Saison 2011/12 verpasste er in Ruka als Elfter nur knapp sein erstes Ergebnis unter den besten zehn.
Bei den Olympischen Jugend-Winterspielen 2012 in Innsbruck landete Höpfl auf Rang 8 in der Halfpipe und Rang 19 im Slopestyle. Mit einem 27. Platz beim Weltcup in Stoneham erreichte er die Qualifikation für die Snowboard-Juniorenweltmeisterschaften 2012 in der spanischen Sierra Nevada. Als Neunter in der Halfpipe und 51. im Slopestyle verpasste er erneut einen Medaillenrang. Bei den folgenden Weltcups überzeugte Höpfl mit guten Ergebnissen in den Qualifikationsdurchgängen. In den Rennen selbst blieb er ohne Punkterfolge.
Bei den Snowboard-Juniorenweltmeisterschaften 2013 startete Höpfl erstmals nur in der Halfpipe und verpasste dabei als Zehnter erneut einen Top-Platz. Nachdem er zu Beginn der Saison 2013/14 in Ruka erneut auf Rang 11 fuhr und auch in Stoneham in den Punkterängen landete, erhielt er die Nominierung für die Olympischen Winterspiele 2014 in Sotschi. Er war der einzige deutsche männliche Snowboarder in den Freestyle-Disziplinen.
In der Halfpipe im Skigebiet Rosa Chutor fuhr Höpfl auf den 22. Platz, nachdem er im Halbfinale ausgeschieden war.
Im März 2019 beendete Köpfl seine Snowboard-Karriere.